# The Mirage
The Mirage é um hotel e cassino localizado na Las Vegas Strip em Paradise, Nevada. O cassino foi desenhado pelo arquiteto Joel Bergman e desenvolvido por Steve Wynn – Wynn deixou a propriedade em 2000, quando sua empresa foi adquirida pela MGM Grand. É de propriedade da Vici Properties e operado pela Hard Rock International.
The Mirage Hotel and Casino, foi o primeiro mega-resort construído em Las Vegas (3000 quartos), dotado de uma verdadeira floresta tropical - abriga um "Secret Garden" que recria o habitat de algumas espécies de animais em via de extinção e um vulcão artificial que cospe fumo e fogo a 30 metros de altura, de 15 em 15 minutos. Possui, igualmente, um aquário com tubarões, raias e peixes tropicais. Também é citado no filme Ocean's Eleven e no videogame Grand Theft Auto: San Andreas.
A propriedade do Mirage, juntamente com muitas outras propriedades da MGM, foi transferida em 2016 para a MGM Growth Properties, enquanto a MGM Resorts continuou a operá-lo sob um contrato de arrendamento. Mais tarde, a Vici Properties adquiriria a MGM Growth, incluindo o Mirage, em 2022. A Hard Rock International assumiu as operações em dezembro de 2022, tornando-se a primeira operadora de jogos tribais na Strip. A empresa pretende mudar a marca do resort para Hard Rock Las Vegas. A propriedade receberá uma reforma e expansão completas, que incluirão uma nova torre de hotel em forma de guitarra, substituindo a atração do vulcão. O projeto de reformulação da marca deve começar em 2024, com conclusão prevista para 2027. A MGM licenciará o nome "Mirage" para o Hard Rock até que o projeto seja concluído. O Mirage fechará em 17 de julho de 2024 e reabrirá em 2027 como Hard Rock Las Vegas.